# The Hills Have Thighs
Pour plus de détails, voir Fiche technique et Distribution.
The Hills Have Thighs est un film américain écrit et réalisé par Jim Wynorski, sorti en 2010.

## Fiche technique
- Titre original : The Hills Have Thighs
- Réalisation : Jim Wynorski (crédité comme Salvadore Ross)
- Scénario : Jim Wynorski (crédité comme Salvadore Ross)
- Musique : Al Kaplan et Jon Kaplan
- Production : J.D. Beverage
- Montage : Andrei Smyslov
- Budget : 10 $
- Pays d'origine :  États-Unis
- Langue originale : anglais
- Lieux de tournage : Lone Pine et Alabama Hills, Californie, États-Unis
- Format : couleur
- Genre : Thriller
- Durée : 76 minutes (1 h 16)
- Sortie : États-Unis : 6 mars 2010

## Distribution
- Julie K. Smith : Mary
- Rebecca Love : Mira
- Frankie Cullen : Ben
- Mark Weiler : Mike
- Brandin Rackley : Sandy
- Kylee Nash : Tara
- Paul Sterling : Bill
- Dana Bentley : Ara
- Glori-Anne Gilbert : Glori-Anne
- Diana Terranova : Tanya